# Livingston Open 1987
Il Livingston Open 1987 è stato un torneo di tennis giocato sul cemento. È stata la 4ª edizione del torneo, che fa parte del Nabisco Grand Prix 1987. Si è giocato a Livingston negli Stati Uniti dal 13 al 20 luglio 1987.

## Campioni

### Singolare
Johan Kriek ha battuto in finale  Christian Saceanu con il punteggio di 7–6, 3–6, 6–2

### Doppio
Gary Donnelly /  Greg Holmes hanno battuto in finale  Ken Flach /  Robert Seguso con il punteggio di 7–6, 6–3